# 阿倍沙弥麻呂
阿倍 沙弥麻呂（あべ の さみまろ）は、奈良時代の公卿。名は佐美麻呂・沙美麿・益麻呂とも記される。系譜は明らかでないが、大錦下・阿倍名足の子とする系図がある。官位は正四位下・参議。

## 経歴
天平9年（737年）従五位下に叙爵し、翌天平10年（738年）少納言に任ぜられる。その後はほぼ3年おきに昇叙されるなど聖武朝で順調に昇進し、聖武天皇退位前の天平21年（749年）に従四位上まで昇進する。またこの間左中弁を務めた。
天平勝宝7歳（755年）に防人を監督する勅使として大宰府に下向するが、その際に詠んだ和歌作品1首が『万葉集』に採録されている。孝謙朝では一時昇進が止まるが、天平宝字元年（757年）正四位下・参議に叙任され、阿倍氏としては中納言・阿倍広庭以来25年振りに公卿に列すが、翌天平宝字2年（758年）4月20日卒去。最終官位は参議中務卿正四位下。

## 官歴
注記のないものは『六国史』に基づく。
- 天平9年（737年） 9月28日：従五位下
- 天平10年（738年） 閏7月7日：少納言
- 天平12年（740年） 11月21日：従五位上、左中弁[1]
- 天平15年（743年） 5月5日：正五位下
- 天平17年（745年） 正月7日：正五位上
- 天平18年（746年） 4月：去弁?[4]。4月22日：従四位下
- 天平21年（749年） 4月1日：従四位上
- 天平勝宝9歳（757年） 5月20日：正四位下。8月4日：参議
- 天平宝字2年（758年） 日付不詳：兼大宰帥兼中務卿[1]。4月20日：卒去（参議中務卿正四位下）